# تشاد سلوتر
تشاد سلوتر (بالإنجليزية: Chad Slaughter)‏ هو لاعب كرة قدم أمريكية أمريكي، ولد في 4 يونيو 1978 في دالاس في الولايات المتحدة.

## وصلات خارجية
- تشاد سلوتر على موقع كلية كرة السلة في سبورتس رفرنس.كوم (الإنجليزية)
- تشاد سلوتر على موقع مرجع كرة القدم المحترفة.كوم (الإنجليزية)